# San Pedro Ñumí
San Pedro Ñumí är en ort i Mexiko.   Den ligger i kommunen San Juan Ñumí och delstaten Oaxaca, i den sydöstra delen av landet, 280 km sydost om huvudstaden Mexico City. San Pedro Ñumí ligger 2 152 meter över havet och antalet invånare är 687.
Terrängen runt San Pedro Ñumí är kuperad. Runt San Pedro Ñumí är det glesbefolkat, med 8 invånare per kvadratkilometer. Närmaste större samhälle är Heroica Ciudad de Tlaxiaco, 12,0 km söder om San Pedro Ñumí. I omgivningarna runt San Pedro Ñumí växer huvudsakligen savannskog.